# Carelian Satanist Madness
Carelian Satanist Madness — студийный альбом финской группы Satanic Warmaster, вышедший 30 июня 2005 года на лейбле No Colours Records.

## Об альбоме
Альбом был записан на четырех аналоговых дорожках. "Carelian" означает Карелию, область между Финляндией и Россией. Версия диджипака ограничена 1000 экземплярами. Версия LP ограничена 1500 экземплярами на черном, красном и белом виниле (по 500 экземпляров каждый) и поставляется с плакатом формата А2.
Carelian Satanist Madness стал третьим полноформатником сольного проекта бывшего участника Horna Вервольфа. В лирике альбома четко прослеживаются сатанистские позиции, а также симпатии к национал-социализму. Музыка соответствует понятию «true black metal», что проявляется в мелодичных, но грязных гитарных рифах в начале альбома и постепенно ужесточающимся звучанием с бласт-битом по мере приближения к концу. Название альбома является отсылкой к EP немецкой NSBM-группы Absurd 1995 года "Thuringian Pagan Madness".

## Список композиций
1. The Vampiric Tyrant (04:48)
2. Carelian Satanist Madness (08:11)
3. True Blackness (04:09)
4. My Dreams of 8 (04:49)
5. Eaten by Rats (03:40)
6. 666 (05:00)
7. My Kingdom of Darkness (03:41)
8. Blessed Be, the Grim Arts! (06:38)

## Участники записи
- Satanic Tyrant Werwolf — все инструменты, вокал (ударные на 2 и 5)
- Vholm — сессионные ударные
- T.K. — сессионная ритм-гитара